# موسالان
موسالان، روستایی در دهستان گورک نعلین بخش مرکزی شهرستان میرآباد در استان آذربایجان غربی ایران است. این روستا، مرکز دهستان گورک نعلین است.

## جمعیت
بر پایه سرشماری عمومی نفوس و مسکن در سال ۱۳۹۵، جمعیت این روستا برابر با ۶۱۱ نفر (۱۴۱ خانوار) بوده‌است.